# Anna Germundsdotter
Anna Germundsdotter (alternativ stavning: Girmundsdotter; latin: Anna Germundi), död 23 mars 1538, var en svensk författare och nunna inom birgittinorden. Från 1518 till 1529 var hon abbedissa i Vadstena kloster och hennes ämbetstid innefattar den period då den svenska reformationen inleddes.

## Biografi
Anna Germundsdotter var från Söderköping och systerdotter till Ingemund Petrusson, kanik vid Linköpings kyrka. År 1489 intogs hon i Vadstena kloster. Hon författade det så kallade Codex Holmiensis A 3, en lista klosterregler som fortfarande finns bevarade, från år 1502. Hon valdes till abbedissa i ett oenigt val, där hon vann på munkarnas röster medan nunnorna stod i opposition. Hon mottog alla munkars röster utom två, men endast arton av nunnornas röster, vilket var minoritet. Biskopen accepterade henne ändå som valsegrare och lät inviga henne till ämbetet.
År 1521 tog hon emot den danska kungen Kristian II som gäst. Samma år avsattes konfessor Karl av biskop Johannes av Linköping.[källa behövs] Kung Gustav Vasa bekräftade vid sin tronbestigning 1523 klostrets privilegier men han krävde också ut tunga avgifter från klostret, vars utbetalningar hon tvingades organisera; år 1524 nämns hur ytterligare en stor avgift "utpressats" av kungen. Det var under hennes ämbetstid, under år 1526, som legenden om Liten Agda och Olof Tyste ska ha utspelat sig. Året därpå inleddes reformationen i Sverige, och med hänvisning till just novisen Agdas rymning från klostret med sin kärlek Olof, gav Gustav Vasa instruktioner till biskop Hans Brask om att ingen kvinna i fortsättningen fick vigas till nunna i Vadstena utan särskilt tillstånd från kungen. De redan invigda medlemmarna fick också tillstånd att lämna klostret. De yngre nunnorna ska ha varit mer villiga att lämna klostret än de äldre, och abbedissan Anna fråntogs på kunglig befallning befogenheten att hindra dem. År 1529 sändes två munkar och deras konfessor till ett möte om religion med kungen i Örebro, och ska ha återvänt "förvillade". Hon avsade sig ämbetet efter tio års tjänst.

### Fotnoter
1. 1 2  Historiskt bibliotek utgifvet af Carl Silfverstolpe

### Allmänna
- Syster Patricia, OSsS 2003: ”Vadstena klosters abbedissor”. I: Beskow, Per & Annette Landen (red.) Birgitta av Vadstena. Pilgrim och profet 1303–1373. Natur och Kultur, Stockholm. S. 297–314.
- Historiskt bibliotek utgifvet af Carl Silfverstolpe
- http://www.sofi.se/images/smp/pdf/germund.pdf[död länk]
- Vadstena klosters minnesbok [microform Diarium vazstenense (1918)]
- http://www.nordlund.lu.se/Fornsvenska/Fsv%20Folder/Person.html